# Papaipema circumlucens
Papaipema circumlucens é uma espécie de mariposa nativa da América do Norte, onde foi registrada em Illinois, Indiana, Michigan, Missouri, New Hampshire, Ohio, Saskatchewan e Wisconsin. A espécie foi descrita por Smith em 1899. Ela é listada como uma espécie de preocupação especial e acredita-se que seja extirpado do estado americano de Connecticut.